# Miłkowska Karczma
Miłkowska Karczma – wieś w Polsce, położona w województwie świętokrzyskim, w powiecie ostrowieckim, w gminie Kunów.
W latach 1954–1961 wieś należała i była siedzibą władz gromady Miłkowska Karczma, po jej zniesieniu w gromadzie Dębowa Wola. W latach 1975–1998 miejscowość administracyjnie należała do województwa kieleckiego.
Wieś sołecka.

## Integralne części wsi
| SIMC    | Nazwa             | Rodzaj    |
| ------- | ----------------- | --------- |
| 1018829 | Miłkowska Kolonia | część wsi |

## Historia
Miłkowska Karczma, wieś w powiecie opatowskim, gminie Częstocice, parafii Ostrowiec, odległa 28 wiorst od Opatowa.
W wieku XIX wieś wchodziła w skład dóbr Kosowice.
- 1827 nie występuje w spisie.
- 1857 w opisie dóbr Kosowice ujęto Miłkowską Karczmę mającą wówczas osad 9 i 88 mórg gruntu[8]
- 1883 było tu 18 domów, 72 mieszkańców 764 mórg ziemi dworskiej i 84 mórg włościańskiej[9]
- 1921 spisano w Miłkowskiej Karczmie w ówczesnej gminie Częstocice 41 domów 296 mieszkańców[10]
- 23 czerwca 1943 wieś spacyfikowała policja niemiecka. Zamordowano 15 osób[11].
- 19 października 1943 wieś ponownie została spacyfikowana. Niemcy zamordowali 9 osób i spalili dwa gospodarstwa.[11]